# Плантейн-Гарден
Плантейн-Гарден (англ. Plantain Garden River — «река Банановой плантации») — река в округе Сент-Томас на востоке острова Ямайка. Название происходит от разновидности овощных бананов-плантайнов, которые употребляют в пищу только после кулинарной обработки.
Это единственная крупная река на Ямайке, которая не течёт в северном или южном направлении. По названию реки назван геологический разлом Энрикильо-Плантейн-Гарден, являющийся границей микроплиты Гонав. Разлом послужил источником многих крупных землетрясений, в том числе вызвал землетрясение на Ямайке (1692) и землетрясение на Гаити (2010).